# Vidmantas Mališauskas
Vidmantas Mališauskas ou Malichauskas est un joueur d'échecs lituanien né le 4 août 1963. Grand maître international depuis 1993, il a remporté le championnat de Lituanie à sept reprises (en 1987, 1989, 1990, 1998, 2003, 2006 et 2010) et a représenté la Lituanie lors de huit olympiades de 1992 à 2012 (il jouait au premier échiquier lituanien en 2012).
Il a remporté les tournois de Nový Smokovec  et d'Oslo en 1992 et le tournoi zonal de Vilnius en 1993. Lors du tournoi interzonal de 1993 à Bienne (tournoi de sélection pour le championnat du monde FIDE de 1996), il marqua 5,5 points sur 13. En 2011, il a remporté le tournoi d'Ostróda.
En parties rapides, il a gagné le championnat open rapide de Lituanie à Vilnius en novembre 2010. En 1996, il finit 2e-3e du fort mémorial Keres rapide à Tallinn, ex æquo avec Vassily Smyslov, tournoi remporté par Vassili Ivantchouk. En 1997, il gagna le tournoi rapide (15 min) de Świdnica en Pologne (7,5/9).
Au 1er juillet 2015, il est le no 9 lituanien avec un classement Elo de 2 423. Son meilleur Elo a été de 2 570 atteint en 1993 (il était le 88e joueur mondial).